# Marc Ribot
Marc Ribot (pronunciat /ˈriːboʊ/; Newark, Nova Jersey, 21 de maig de 1954) és un guitarrista i compositor estatunidenc.
Ha participat en projectes eclèctics, com ara no wave, free-jazz, rock i música cubana, i ha col·laborat amb nombrosos músics, entre els quals destaquen Tom Waits, Elvis Costello, Vinicio Capossela i el compositor John Zorn.

## Biografia
Ha treballat extensament com a guitarrista de sessió. Ha actuat i enregistrat amb Tom Waits, John Zorn, David Sylvian, Jack McDuff, Wilson Pickett, The Lounge Lizards, Arto Lindsay, T-Bone Burnett, Medeski, Martin and Wood, Cibo Matto, Elysian Fields, Sam Phillips, Elvis Costello, David Poe, Allen Ginsberg, Foetus, Robert Plant & Alison Krauss, Susana Baca, The Black Keys, Stan Ridgway, Vinicio Capossela, Alain Bashung, Lyenn, Hector Zazou, McCoy Tyner, Elton John, Madeleine Peyroux, Marianne Faithfull, Leonid Fedorov, Tonio K, Andres Calamaro, Anarchist Republic of Bzzz, Diana Krall, Mike Patton, Anthony Coleman i altres.
El primer treball de sessió de Ribot fou amb l'àlbum Rain Dogs (1985) de Tom Waits, ajudant a definir la nova direcció musical de Waits. Ribot treballà amb Waits en molts dels seus àlbums posteriors, incloent Frank's Wild Years (1987), Big Time (1988), Mule Variations (1999), Real Gone (2004), Orphans (2006) i Bad as me (2011). També ha aparegut als àlbums Spike (1989), Mighty Like a Rose (1991), i Kojak Variety (1995) d'Elvis Costello. Ribot ha participat en nombrosos enregistraments de John Zorn, incloent moltes de les gravacions Filmworks de Zorn, actuacions en solitari a Masada Guitars (també amb Bill Frisell i Tim Sparks), i és membre de Bar Kokhba Sextet i Electric Masada, també de Zorn.
Els dos primers àlbums de Ribot comptaven amb la participació de Rootless Cosmopolitans, seguits per un àlbum d'obres de Frantz Casseus per a guitarra solista. En els següents àlbums Ribot apareix tant en un format de banda com en solitari, incloent dos àlbums amb el que ell ha autodenominat "grup de ball", Marc Ribot y los Cubanos Postizos, que inclouen composicions d'Arsenio Rodríguez.
Ribot va admetre Guitar player una relativament limitada facilitat tècnica causada pel fet d'aprendre a tocar amb la mà dreta tot i ser esquerrà.
Actualment toca i enregistra amb el seu grup Marc Ribot's Ceramic Dog, amb el baixista Shahzad Ismaily i el bateria Ches Smith de la banda d'avantguarda Secret Chiefs 3.
A finals de 2010 feu una gira per Europa amb el seu grup SunShip (Mary Halvorson, Chad Taylor, Jason Ajemian).
Se n'ha fet un documental biogràfic, titulat The Lost String (també conegut com a La corde perdue).
Ribot va ser també jutge de la 6a edició dels Premis de Música Independent per donar suport carreres d'artistes independents ".

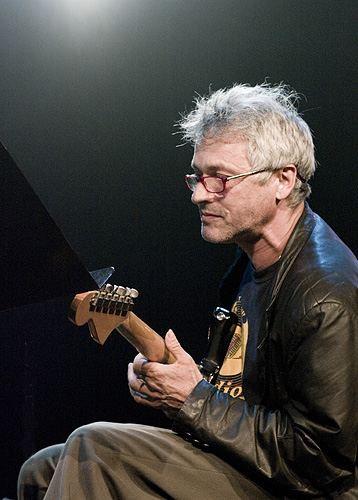
Marc Ribot a Saalfelden, Àustria (2010)

## Discografia
- Rootless Cosmopolitans (1990)
- Requiem for What's His Name (1992)
- Marc Ribot Plays Solo Guitar Works of Frantz Casseus (1993)
- Shrek (1994)
- The Book of Heads (1995)
- Don't Blame Me (1995)
- Shoe String Symphonettes (1997)
- The Prosthetic Cubans (1998)
- Yo! I Killed Your God (1999)
- Muy Divertido! (2000)
- Saints (2001)
- Inasmuch as Life Is Borrowed (2001)
- Scelsi Morning (2003)
- Soundtracks Volume 2 (2003)
- Spiritual Unity (2005)
- Asmodeus: Book of Angels Volume 7 (2007)
- Exercises in Futility (2008)
- Party Intellectuals (2008)
- Silent Movies (2010)
- Your Turn (2013)

## Filmografia
- Sabbath in Paradise (1998)
- The Soul of a Man (dirigida per Wim Wenders) (2003)
- A Bookshelf on Top of the Sky: 12 Stories About John Zorn (2004)
- Tom Waits Real Gone Tour DVD bootleg (2005)
- The Lost String (dirigida per Anais Prosaic) (2007)